# Pokalbiai rimtomis temomis
Pour plus de détails, voir Fiche technique et Distribution.
Pokalbiai rimtomis temomis est un film documentaire lituanien écrit et réalisé par Giedrė Beinoriūtė et sorti en 2012.
Il est nommé pour représenter la Lituanie aux Oscars du cinéma 2014 dans la catégorie meilleur film en langue étrangère.

## Fiche technique
- Titre original : Pokalbiai rimtomis temomis (litt. « Conversations sur des sujets sérieux »)
- Réalisation : Giedrė Beinoriūtė
- Scénario : Giedrė Beinoriūtė
- Photographie :
- Pays d’origine : Lituanie
- Genre : Film documentaire
- Langue : lituanien
- Durée : 65 minutes
- Dates de sortie :
  -  Lituanie : 2012